# Il-103 (航空機)
Il-103
- 用途：練習機
- 設計者：ゲンリッヒ・ノヴォジーロフ
- 製造者：イリューシン設計局
- 初飛行：1994年5月17日
- 生産数：66
- ユニットコスト：156,500ドル

イリューシンIl-103は、1990年にソビエト連邦で開発開始されたイリューシン設計局が開発した単発低翼訓練機である。現在はロシアで生産されている。1998年にはロシア機として初めて連邦航空局の認証を取得し、アメリカでの販売を開始した。 

## 運用履歴
評論家のデイブ・アンウィンとマリノ・ボリックは、2015年のレビューで、この設計を以下のように評している。「非常に堅牢で安全で快適なものだ。劣悪な滑走路での日常的な運用を想定して設計されており、ロシアの厳しい気候のあらゆる状況に対応できる能力を備えていた。」

## 運用者
ロシア
 ベラルーシ
 ラオス
- ラオス人民軍空軍：21機が注文され、3機が引き渡された[4]。

 ペルー
- ペルー陸軍：6機が引き渡され、5機が運用された。韓国・戦争記念館で展示中のIL-103

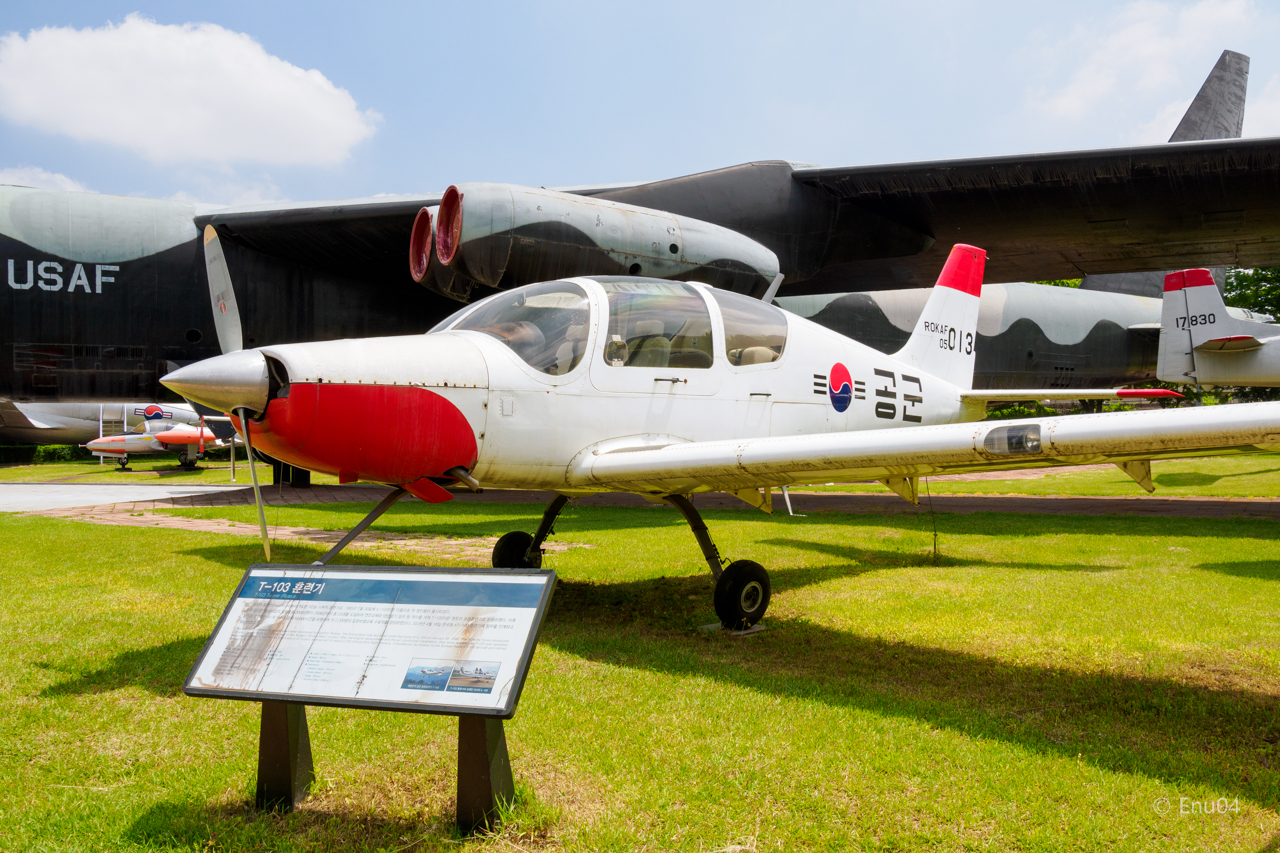
韓国・戦争記念館で展示中のIL-103

 韓国
- 大韓民国空軍[5]：「T-103」の制式名称で2011年6月時点で23機が就役したが、2018年までに全機退役した[要出典]。

## 仕様
データの出典

### 諸元
- 乗員: 1
- 乗客: 4 人 ( 最大ペイロード：270 kg (600 lb))
- 全長: 8 m (26 ft 3 in)
- 全幅: 10.56 m (34 ft 8 in)
- 全高: 3.135 m (10 ft 3 in)
- 翼面積: 14.71 m2 (158.3 sq ft)
- アスペクト比: 7.6
- 空虚重量: 900 kg (1,984 lb)
- 最大離陸重量: 1,310 kg (2,888 lb)
- 燃料搭載量: 150 kg (330 lb) / 200 l (53 米ガロン; 44 英ガロン) 2つの翼タンクで
- 動力源: 1 × テレダイン コンチネンタル IO-360-ES2B（英語版）6気筒空冷水平対向ピストンエンジン、157 kW (211 hp)
- プロペラ: 2翼 ハーツェル BHC-C2YF-1BF/F8459A-8R

### 性能
- 最高速度: 220 km/h (140 mph, 120 kn)
- 巡航速度: 180 km/h (110 mph, 97 kn)
- 失速速度: 117 km/h (73 mph, 63 kn) フラップ上げ；111 km/h (69 mph; 60 kn) 10° フラップ
- 超過禁止速度: 340 km/h (210 mph, 180 kn)
- 航続距離: 800 km (500 mi, 430 nmi) (巡航速度、パイロットと 270 kg (600 lb)のペイロード、30分の予備燃料付き条件)
- 実用上昇限度: 9,840 m (32,280 ft)
- 最大G: 実用: =4.4 / -1.8; 曲芸飛行：+6 / -3
- 上昇速度: 3.167 m/s (623.4 ft/min)
- 翼面荷重: 89.1 kg/m2 (18.2 lb/sq ft)
- 出力質量比: 8.37 kg/kW (13.75 lb/hp)

## 参照
1. ↑  Flying Magazine:  22. (1991年9月).
2. 1 2  Tacke, Willi; Marino Boric; et al: World Directory of Light Aviation 2015-16, page 152. Flying Pages Europe SARL, 2015. ISSN 1368-485X
3. 1 2 3 4  “ロシアの航空会社「Ilyushin」は80年になりました”. ミリタリーレビュー. (2013年5月17日)
4. ↑  Lao People's Liberation Army Air Force Aircraft Types. Aeroflight.co.uk Accessed 2010-12-14
5. ↑  “South Korea to get Russian aircraft”. Flight International. (2002-02-08).
6. ↑  http://tcmlink.com/visitors/enginespecsheets.cfm
7. ↑  Taylor, Michael J. H. (1996). Brassey's World Aircraft & Systems Directory. London, England: Brassey's. p. 423. ISBN 1-85753-198-1
8. ↑  Jackson, Paul, ed (2005). Jane's all the World's Aircraft 2004-05. London: Jane's Publishing Group. p. 392. ISBN 0-7106-2614-2